# 1878 aux échecs
| Années des échecs : 1875 - 1876 - 1877 - 1878 - 1879 - 1880 - 1881    |
| Décennies des échecs : 1840 - 1850 - 1860 - 1870 - 1880 - 1890 - 1900 |

Cet article présente les faits marquants de l'année 1878 aux échecs.

## Événements majeurs
- Le tournoi de Paris est remporté par Johannes Zukertort[1].

## Championnats nationaux
- Empire allemand, WDSB : Louis Paulsen remporte le championnat de la WDSB[Note 1].
- Canada : Jacob Ascher remporte le championnat[2].

## Naissances
- Rudolf Swiderski

## Nécrologie
- 2 mars : John Cochrane[3]
- 22 octobre : Hugh Kennedy